# Frits Goedgedrag
Frits Martinus de los Santos Goedgedrag (ur. 1 listopada 1951 w Aruba) – gubernator Antyli Holenderskich od 1 lipca 2002 do 10 października 2010. Od 10 października 2010 do 24 listopada 2012 gubernator Curaçao.

## Życiorys
Frits Goedgedrag jest długoletnim urzędnikiem administracji publicznej. Początkowo pracował jako prawnik w Departamencie Sprawiedliwości i Spraw Ogólnych rządu Antyli Holenderskich. Na początku lat 80. przeniósł się na wyspę Bonaire. Objął tam wówczas stanowisko sekretarza Terytorium Wyspy Bonaire. W latach 1992–1998 sprawował natomiast funkcję administratora Bonaire.
Po tym okresie wrócił na wyspę Curaçao, gdzie od 1998 do 2002 zajmował stanowisko prokuratora generalnego Antyli Holenderskich. W 2002 został mianowany gubernatorem tego terytorium. Gubernatora mianuje holenderski monarcha (obecnie Beatrix) na okres 6 lat. Urząd zajmował do 10 października 2010, kiedy Antyle Holenderskie zmieniły swój status i w rezultacie przestały istnieć. 10 października 2010 objął stanowisko pierwszego w historii gubernatora Curaçao. W dniu 24 listopada 2012 został zastąpiony na stanowisku gubernatora przez Adèle van der Pluijm-Vrede